# Thomsen River
Der Thomsen River ist ein ca. 335 km langer Fluss im Norden der Banksinsel in den zu Kanada gehörenden Nordwest-Territorien.

## Flusslauf
Der Thomsen River hat seinen Ursprung in einem 270 m hoch gelegenen namenlosen See im zentralen Osten der Banksinsel, etwa 20 km von der Ostküste entfernt. Der Thomsen River fließt in überwiegend nördlicher Richtung. Am Oberlauf befindet sich ein Seengebiet. Der Thomsen River besitzt drei größere Nebenflüsse: Die Mündung des Dissection River liegt bei Flusskilometer 130, die des White Sand River bei Flusskilometer 110 (beide von rechts) sowie die des Muskox River (von links) bei Flusskilometer 40. Der Thomsen River mündet schließlich in die an der Nordküste der Banksinsel gelegene 14 km lange und bis zu 6 km breite Castel Bay, die sich nach Norden zur McClure Strait hin öffnet. Das Einzugsgebiet umfasst schätzungsweise 10.800 km². In den Wintermonaten ist der Fluss gefroren. Der Thomsen River kann im Sommer mit dem Kanu befahren werden.

## Toponym
Vilhjálmur Stefánsson benannte den Fluss nach dem Mitglied seiner Kanadischen Arktisexpedition, Karl Thompsen, der 1916 auf Banks Island verhungert war.

## Fauna
Das Vogelschutzgebiet Banks Island Migratory Bird Sanctuary No. 2 umfasst die unteren 73 Kilometer des Thomsen River einschließlich der Mündungsbucht. Das Vogelschutzgebiet ist heute Teil des Aulavik-Nationalparks. Die unteren 185 Kilometer des Thomsen River liegen innerhalb des Nationalparks. Schätzungsweise 25.000 Vögel der Kleinen Schneegans (Anser caerulescens caerulescens) halten sich in den Sommermonaten am Unterlauf und in der Mündungsbucht des Thomsen River auf. Diese nutzen das Gebiet nicht zum Brüten, sondern zum Gefiederwechsel.
Im Thomsen River kommen sechs Fischarten vor: Amerikanischer Seesaibling, Wandersaibling, Coregonus sardinella (least cisco), Amerikanische Kleine Maräne, Neunstachliger Stichling und Vierhörniger Seeskorpion. Der Amerikanische Seesaibling hält sich ausschließlich im Süßwasser auf, während die anderen fünf Arten auch einen Lebensabschnitt im Salzwasser verbringen.